# さらに演歌を見つめて
「さらに演歌を見つめて」（さらにえんかをみつめて）は、1976年にリリースされた春日八郎のアルバム。「春日八郎オリジナル」というサブタイトルが付いており、全12曲それぞれにテーマがある。

## 収録曲
全12曲 作詞:横井弘

### 第1面
1. 人生浪花節（演歌）
  - 作曲・編曲:三木たかし
2. 爪のあと（怨歌）
  - 作曲・編曲:三木たかし
3. 花の同期生（園歌）
  - 作曲:桜田誠一／編曲:高田弘
4. 古都（婉歌）
  - 作曲:桜田誠一／編曲:高田弘
5. 浮草情話（艶歌）
  - 作曲:三木たかし／編曲:小杉仁三
6. 燃えろ夕陽（炎歌）
  - 作曲:桜田誠一／編曲:高田弘

### 第2面
1. 倖せごっこ（縁歌） 
  - 作曲:桜田誠一／編曲:竹村次郎
2. 恋なんてきらいさ（厭歌）
  - 作曲・編曲:三木たかし
3. 故郷ってなんだろう（遠歌）
  - 作曲:桜田誠一／編曲:竹村次郎
4. 占い小唄（宴歌）
  - 作曲:三木たかし／編曲:小杉仁三
5. 淋しくないかい（煙歌）
  - 作曲:桜田誠一／編曲:高田弘
6. 男の道（援歌）
  - 作曲:三木たかし／編曲:小杉仁三

| スタブアイコン | サブスタブ | この項目は、まだ閲覧者の調べものの参照としては役立たない、アルバムに関連した書きかけの項目です。この項目を加筆・訂正などしてくださる協力者を求めています（P:音楽/PJ:アルバム）。 |